# Царевці (Тирговиштська область)
Ца́ревці (болг. Царевци) — село в Тирговиштській області Болгарії. Входить до складу общини Омуртаг.

## Населення
За даними перепису населення 2011 року у селі проживали 64 особи.
Національний склад населення села:
| Національність   | Кількість осіб | Відсоток |
| ---------------- | -------------- | -------- |
| турки            | 53             | 84,1%    |
| болгари          | 10             | 15,9%    |
| цигани           | 0              | 0%       |
| інша             | 0              | 0%       |
| не визначились   | 0              | 0%       |
| Всього відповіли | 63             |          |

Розподіл населення за віком у 2011 році:
Динаміка населення: